# ألمينا (غانا)
ألمينا هي بلدة تقع في الساحل الجنوبي لدولة غانا على المحيط الأطلسي.